# Desinformación en la guerra Israel-Gaza (2023-presente)

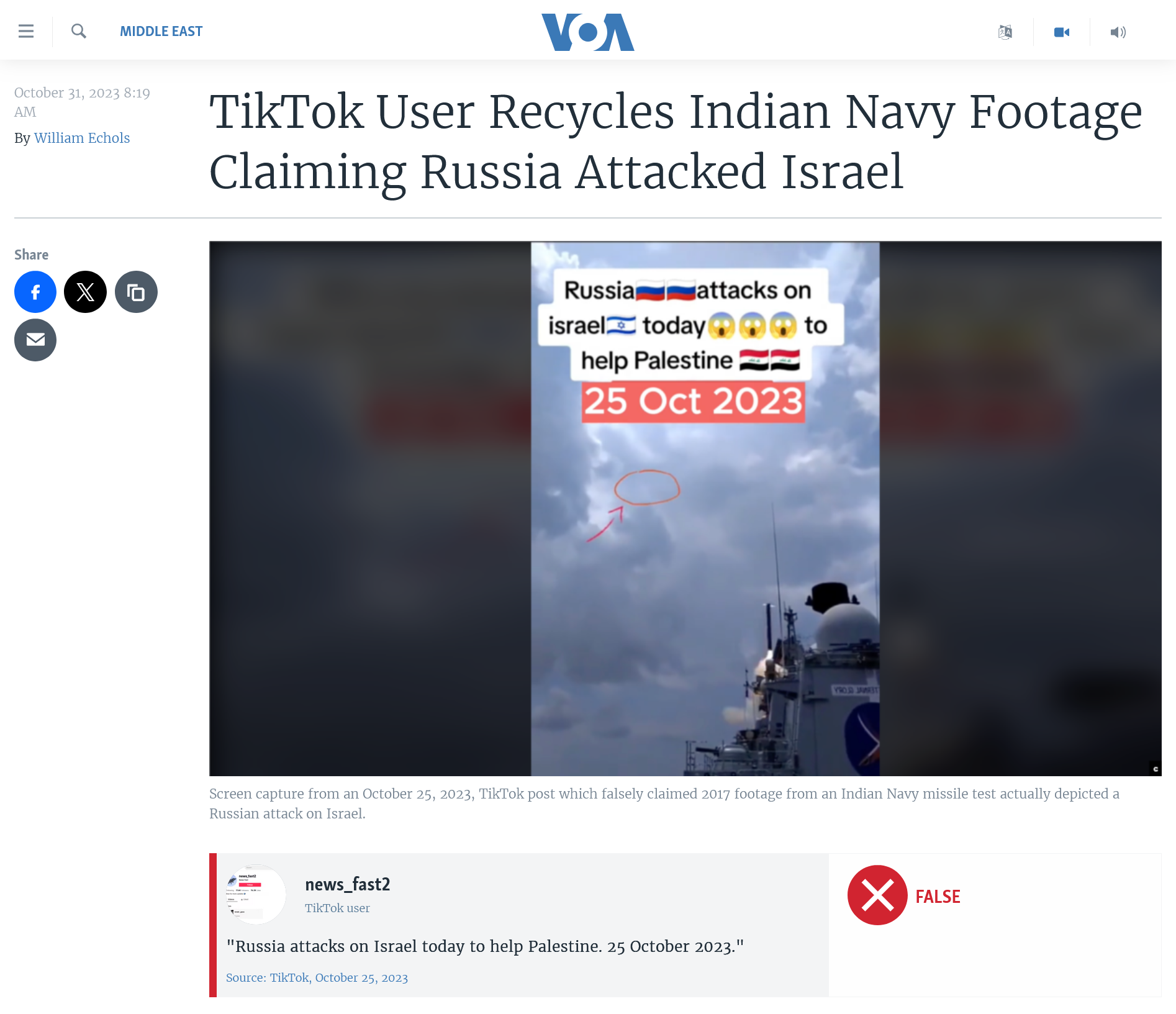
Una verificación de hechos realizada por la VOA que desacredita la afirmación de que Rusia había atacado a Israel en octubre de 2023, que también fue desmentida por Reuters.

La desinformación y la información errónea de la guerra Israel-Gaza, que implican la distribución de información falsa, inexacta o engañosa, ha sido una característica prominente y omnipresente durante el conflicto. Gran parte del contenido ha sido de naturaleza viral y se ha difundido en línea con decenas de millones de publicaciones en circulación en las redes sociales. Una variedad de fuentes, incluidos funcionarios gubernamentales, medios de comunicación y personas influyentes de las redes sociales de diferentes países, han contribuido a la propagación de estas inexactitudes y falsedades.
El New York Times describió el inicio de la guerra de Gaza como el desencadenamiento de un "diluvio de propaganda y desinformación en línea" "más grande que cualquier cosa vista antes". Describió el conflicto afirmando "que rápidamente se está convirtiendo en una guerra mundial en línea" y afirmó que Rusia, China, Irán y sus representantes habían utilizado los medios estatales y campañas de influencia encubiertas en las redes sociales para apoyar a Hamás, socavar a Israel, criticar a los Estados Unidos y causar disturbios. James Rubin, del Centro de Participación Global del Departamento de Estado de Estados Unidos, calificó la cobertura del conflicto como una "guerra de información no declarada con países autoritarios".
Durante el conflicto, el gobierno israelí y las empresas cibernéticas israelíes han desplegado herramientas de inteligencia artificial (IA) y granjas de bots (bot farms) para difundir desinformación y propaganda gráfica, emotiva y falsa para deshumanizar a los palestinos, sembrar división entre los partidarios de Palestina y ejercer presión sobre los políticos para que apoyen las acciones de Israel. The Intercept informó que: "En el centro de la campaña de guerra de la información de Israel hay una misión táctica para deshumanizar a los palestinos e inundar el discurso público con un torrente de acusaciones falsas, sin fundamento e inverificables". Una de esas campañas encubiertas fue encargada por el Ministerio de Asuntos de la Diáspora de Israel. El ministerio asignó alrededor de dos millones de dólares a la operación y utilizó la firma de marketing político Stoic, con sede en Tel Aviv, para llevarla a cabo, según funcionarios y documentos revisados por el New York Times. La campaña se inició después del ataque del 7 de octubre y permanecía activa en X (antes Twitter) en el momento del informe del New York Times en junio de 2024. En el punto álgido de la campaña, utilizó cientos de cuentas falsas haciéndose pasar por estadounidenses en X, Facebook e Instagram para publicar comentarios a favor de Israel, centrándose en los legisladores estadounidenses, particularmente aquellos que son negros y del Partido Demócrata, incluido Hakeem Jeffries, el líder de la minoría de la Cámara de Representantes de Nueva York, y Raphael Warnock, senador de Georgia. Se implementó ChatGPT para generar muchas de las publicaciones. La campaña también implicó la creación de tres sitios de noticias falsos en inglés que contenían artículos a favor de Israel. En noviembre de 2024, un informe de un comité de las Naciones Unidas (ONU) señaló que las empresas de redes sociales occidentales eliminaron desproporcionadamente el contenido que mostraba solidaridad con el pueblo palestino en comparación con el que promovía la violencia contra los palestinos.
En abril de 2025, Drop Site News, citando datos y documentos filtrados por denunciantes y múltiples fuentes independientes de Meta, informó que Meta Platforms había estado participando en la represión de publicaciones críticas a Israel o que mostraban apoyo al pueblo palestino. Los datos de Drop Site mostraron que Meta cumplió con el 94% de las solicitudes de eliminación del gobierno israelí desde el comienzo de la guerra de Gaza, siendo Israel el mayor originador de solicitudes de eliminación a nivel mundial. Otros 38,8 millones de publicaciones en Facebook e Instagram fueron eliminadas automáticamente, suprimidas o sus autores prohibidos, afirmó Drop Site, para silenciar las críticas a Israel.

## Sobre el ataque del 7 de octubre
El 7 de octubre de 2023, el subdirector de la oficina política de Hamás, Saleh al-Arouri (con sede en el Líbano), afirmó que las Brigadas Qassam habían "capturado a altos oficiales del ejército de ocupación" en los ataques del 7 de octubre. En las redes sociales circuló el rumor de que uno de estos oficiales era el mayor general Nimrod Aloni, comandante del Cuerpo de Profundidad israelí, basándose en una fotografía de un hombre parecido a él que fue detenido por hombres armados no identificados. Una publicación en persa de las Fuerzas de Defensa de Israel (FDI) citó una publicación sobre su captura de la Tasnim News Agency y escribió "Tasnim: Distribuidores de noticias falsas de los Cuerpos de la Guardia Revolucionaria Islámica" sin negar ni confirmar la captura de Aloni. Posteriormente, el 8 de octubre, se vio a Aloni asistiendo a una reunión de altos funcionarios militares israelíes.
Un niño israelí y sus hermanas asesinados durante el ataque de Hamás al kibutz Nir Oz el 7 de octubre han sido acusados falsamente de ser "actores de crisis".
Muchos en las redes sociales afirmaron que una fotografía compartida por Israel que mostraba el cadáver carbonizado de un bebé fue generada por IA, basándose en el detector de IA "AI or Not". La afirmación fue repetida por Al Jazeera Árabe. La compañía detrás de "AI or Not" dijo más tarde que el resultado fue un falso positivo causado por la compresión de la imagen y la etiqueta con el nombre borrosa; varios expertos que analizaron la foto descubrieron que era auténtica. Otros usuarios de redes sociales afirmaron, basándose en una publicación de 4chan, que la imagen había sido alterada a partir de una foto similar de un perro, aunque la investigadora Tina Nikoukhah descubrió que, en realidad, era la foto del perro la que probablemente había sido "falsificada mediante métodos generativos".
El grupo de rescate y paramédicos voluntarios de la organización ZAKA comenzó a recoger cuerpos inmediatamente después de los ataques de Hamás, mientras que las FDI evitaron asignar soldados del Mando del Frente Doméstico que han sido entrenados para recuperar y documentar cuidadosamente los restos humanos en situaciones posteriores al terrorismo. Soldados del Mando del Frente Doméstico y voluntarios de otras organizaciones acusaron a los voluntarios de ZAKA de difundir historias de terror sobre atrocidades que no ocurrieron para autopromoción, así como de "publicar fotos sensibles y explícitas para presionar a la gente a donar" y otros comportamientos poco profesionales. El Times of Israel informó que «Un voluntario de otra organización declaró a Haaretz que ZAKA también envolvía los cuerpos en sus propias bolsas, después de que ya habían sido colocados en bolsas de las FDI o de otras organizaciones, lo que creaba un caos en la sede cuando los cuerpos se colocaban en las secciones equivocadas». Haaretz informó que este doble envoltorio se realizaba con fines de autopromoción: «En las escenas de los ataques, la cuestión no era solo qué fotografiar, sino también qué mostrar exactamente. En algunos casos, se vio a voluntarios de Zaka envolviendo cuerpos ya envueltos en bolsas de las FDI. La nueva bolsa mostraba de forma prominente el logotipo de ZAKA».

### Acusaciones de decapitación
Tras el ataque inicial de Hamás, testigos de los soldados israelíes, las fuerzas israelíes y de ZAKA dijeron en el canal de televisión francés israelí i24news que habían visto los cuerpos de bebés decapitados en el lugar de la masacre de Kfar Aza. Durante la visita a Israel del Secretario de Estado de Estados Unidos, Antony Blinken, dijo que le mostraron fotos de la masacre de civiles y soldados israelíes perpetrada por Hamás, y específicamente que vio a soldados de las FDI decapitados. El presidente estadounidense Joe Biden dijo por separado que había visto evidencia fotográfica de terroristas decapitando a niños, pero la Casa Blanca luego aclaró que Biden estaba aludiendo a informes periodísticos sobre decapitaciones, que no contenían ni hacían referencia a evidencia fotográfica. NBC News calificó los informes de "40 bebés decapitados" como acusaciones no verificadas, añadiendo que parecían "haber tenido su origen en soldados israelíes y personas afiliadas a las Fuerzas de Defensa de Israel". También añadieron que "un funcionario israelí le dijo a CNN que el gobierno no había confirmado las afirmaciones sobre las decapitaciones". La acusación surgió principalmente de un clip viral de noticias israelíes y las principales cuentas de X/ Twitter que propagaron las afirmaciones fueron i24news y la cuenta oficial de Israel, aunque el portavoz de Defensa israelí, Doron Spielman, le dijo a NBC News que no podía confirmar el informe de i24NEWS. Hasta el 12 de octubre, CNN había revisado exhaustivamente el contenido de los medios de comunicación en línea para verificar las atrocidades relacionadas con Hamás, pero no encontró evidencia que apoyara las afirmaciones de niños decapitados.

### Denuncias de violencia sexual
La AP informó que dos voluntarios de ZAKA hicieron declaraciones falsas sobre violencia sexual y de género en Israel durante la operación Inundación de Al-Aqsa. Chaim Otmazgin, un comandante de ZAKA, afirmó que encontró a una mujer violada porque le habían bajado los pantalones por debajo de la cintura. Mostró fotografías a la AP como parte de su testimonio. Sin embargo, más tarde se supo que el cuerpo yacía en el suelo porque los soldados israelíes lo estaban arrastrando para comprobar si tenía alguna trampa explosiva. Otmazgin dijo que se corrigió públicamente después de enterarse de lo sucedido.
Los miembros de ZAKA, incluidos Otmazgin y Simcha Greiniman, afirmaron tener fotografías que mostraban mutilaciones genitales, incluyendo clavos y cuchillos insertados en la ingle y los genitales. Estos fueron compartidos con la misión de investigación de la Representante Especial del Secretario General de las Naciones Unidas sobre la Violencia Sexual en los Conflictos, Pramila Patten, así como con NBC News. Ambos concluyeron que estas afirmaciones no podían verificarse basándose en las fotografías proporcionadas. Sin embargo, el informe de Patten concluye que, aunque no se puede determinar el alcance exacto de la violencia sexual, el 7 de octubre ocurrieron al menos cinco violaciones.
En cuanto a las acusaciones que vinculan a militantes palestinos con las agresiones sexuales del 7 de octubre, The Times ha señalado que las investigaciones se han visto obstaculizadas por «información falsa y engañosa» difundida por «altos cargos políticos israelíes y activistas civiles vinculados al gobierno». Un informe de la ONU sobre estas acusaciones ha declarado que las autoridades israelíes no han podido presentar las pruebas que los políticos afirmaban que existían.

#### Mujer embarazada con su feto removido
Yossi Landau, otro voluntario de ZAKA, afirmó haber encontrado a una mujer embarazada asesinada con un feto extraído de su útero. También se demostró que esto era falso. Cuando se le preguntó, Landau se ofreció a mostrarle a Al Jazeera una foto en su teléfono del feto apuñalado, pero se le filmó admitiendo que no podía hacerlo.
Poco después del 7 de octubre, Cochav Elkayam-Levy, un experto legal del Instituto Davis de Relaciones Internacionales de la Universidad Hebrea de Jerusalén, exabogado del gobierno israelí, exmiembro de la unidad del portavoz militar y estrecho colaborador del primer ministro Netanyahu, estableció la "Comisión Civil sobre los crímenes del 7 de octubre cometidos por Hamás contra mujeres y niños", que tenía como objetivo dar voz a las víctimas y sus familias. En junio de 2024, The Times informó que Elkayam-Levy difundió una "historia desmentida" sobre una "mujer embarazada y su feto asesinado", a la vez que distribuyó "fotografías de mujeres soldados asesinadas que resultaron ser imágenes de combatientes kurdos en Siria". The Times añadió: "Sin embargo, Elkayam-Levy se ha mantenido como la voz pública más destacada sobre la violencia sexual del 7 de octubre, recibiendo en abril el mayor honor civil del país, el Premio Israel ".

### Reclamación de bebé muerto en un horno
En un discurso ante la Coalición Republicana Judía el 28 de octubre, Eli Beer, fundador del grupo israelí de servicios médicos de emergencia basados en voluntarios United Hatzalah, afirmó que Hamás había quemado vivo a un bebé en un horno. Atribuyó la afirmación a un voluntario de United Hatzalah; uno de ellos, Asher Moskowitz, también hizo la afirmación públicamente. Lo repitieron el periodista Dovid Efune, el comentarista John Podhoretz y otros, en tuits vistos más de 10 millones de veces. Los periodistas y la policía israelíes no encontraron pruebas de la afirmación, y un representante de ZAKA afirmó que era "falsa".

### Teorías conspirativas de "bandera falsa"
El ataque del 7 de octubre perpetrado por Hamás contra Israel se ha convertido en objeto de diversas teorías conspirativas. Estas teorías afirman que el ataque, que causó aproximadamente 1.200 muertes en Israel, fue una operación de falsa bandera llevada a cabo por el propio Israel, a pesar de la abrumadora evidencia proporcionada por múltiples fuentes, incluidas imágenes de teléfonos inteligentes y GoPro que capturaron la violación de la frontera por las fuerzas de Hamás.
Esta desinformación ha estado proliferando en varias plataformas de redes sociales, donde los hashtags que vinculan a Israel con operaciones de "bandera falsa" han experimentado un aumento significativo en su uso. Esta difusión de falsedades no se limitó a los espacios en línea; se ha manifestado en escenarios del mundo real, incluidas reuniones de los consejos municipales y protestas públicas, donde las personas han negado públicamente los hechos del ataque.
Los investigadores y los líderes de la comunidad judía han expresado su preocupación por los vínculos que estas teorías conspirativas tienen con la negación del Holocausto y otras creencias antisemitas, y la negación de los ataques del 7 de octubre se describe como parte de un patrón más amplio de desinformación que busca distorsionar los acontecimientos históricos y promover narrativas antisemitas.
Otra teoría conspirativa sin fundamento que surgió después del ataque de Hamás del 7 de octubre sugiere que el gobierno israelí, específicamente el primer ministro Benjamin Netanyahu, tenía conocimiento previo del ataque. Algunos incluso afirman que Netanyahu dio una orden de "no intervención" al ejército israelí. El origen de esta teoría parece provenir de Charlie Kirk, un influencer de extrema derecha y partidario del presidente estadounidense Donald Trump, cuyos comentarios en un pódcast alimentaron estas afirmaciones, que se basan, sin embargo, únicamente en especulaciones personales de Kirk. A pesar de la falta de evidencia, la teoría ha sido influyente en ciertos círculos, especialmente entre aquellos críticos del liderazgo de Netanyahu y las políticas israelíes.

### Otras informaciones tergiversadas
Las cuentas de redes sociales con sede en India han difundido desinformación pro israelí, con personas influyentes que tergiversan videos que supuestamente muestran a niñas de escuelas tomadas como esclavas sexuales o a Hamás secuestrando a un bebé judío. Las cuentas indias de Twitter difundieron un video fuera de contexto que supuestamente mostraba a "docenas de niñas tomadas como esclavas sexuales por un combatiente 'palestino'", pero que en realidad mostraba probablemente un viaje escolar a Jerusalén. Otro clip compartido principalmente por usuarios indios supuestamente mostraba a un bebé secuestrado; sin embargo, el video fue tomado un mes antes y no tenía nada que ver con Gaza. El verificador de datos Pratik Sinha dijo que "la derecha india ha convertido a la India en la capital mundial de la desinformación". Esta tendencia forma parte de un patrón más amplio de noticias falsas en la India con un sesgo islamófobo, que incluye desinformación sobre los palestinos procedente de la Célula de TI del BJP, un departamento del partido gobernante de la India, el Partido Popular Indio.
La emisora de radio de la República Islámica de Irán publicó imágenes de la captura de los comandantes de Nagorno-Karabaj por el ejército azerbaiyano en septiembre de 2023 como la captura de los comandantes israelíes por parte de Hamás.

## Sobre la guerra de Gaza

### Imitaciones
Tras la Masacre del Hospital Bautista Al-Ahli, una cuenta X que decía ser un periodista de Al Jazeera dijo que tenía un vídeo de "un misil de Hamás cayendo en el hospital". Al Jazeera posteriormente aclaró que no estaban asociados con la cuenta, y la información fue eliminada posteriormente. Otra cuenta de X que promovía desinformación a favor del Kremlin afirmaba que The Wall Street Journal había informado que la explosión fue causada por una bomba Mark 84, pero The Wall Street Journal no había publicado tal informe.
En noviembre de 2023, un vídeo que parecía mostrar a una enfermera en el hospital Al Shifa se volvió viral. Ella afirmó que no podía tratar a los pacientes porque Hamás se había apoderado de todo el hospital y estaba robando combustible y medicamentos, y el video termina con ella pidiendo a todos los palestinos que abandonen Al Shifa. Muchos se apresuraron a señalar la falsedad del video, ya que ninguno de los médicos y enfermeras documentados en el hospital reconocieron a la mujer retratada, y se dijo que tenía acento israelí y no podía hablar árabe con claridad. Además, según Esther Chan de CrossCheck de RMIT FactLab, un análisis realizado por investigadores de fuentes abiertas había determinado que el video probablemente había sido manipulado para incluir artificialmente sonidos falsos de explosiones. El video fue publicado originalmente en la cuenta de Twitter árabe del Ministerio de Asuntos Exteriores de Israel y fue impulsado por Edward Haïm Cohen Halala, quien ha informado tener vínculos con el gobierno israelí y tiene una presencia popular en las redes sociales con seguidores árabes.

### Alegaciones de actuación en situaciones de crisis
Los videos de atrocidades en Gaza han sido desestimados como actuados, y hay personas acusadas falsamente de ser "actores de la crisis". "Pallywood", un término despectivo que se utiliza a menudo, se basa en una teoría marginal de que los palestinos están falsificando pruebas de su sufrimiento. La organización de verificación de datos Logically descubrió que la mención del término ha aumentado desde el 7 de octubre, particularmente en Israel, Estados Unidos e India. Entre las pruebas que se utilizaron falsamente para "probar" que los palestinos eran actores de la crisis se incluye un video de bolsas para cadáveres que parecen estar moviéndose, que en realidad era un video de una protesta de 2013 en Egipto.
Saleh Aljafarawi, bloguero y cantante palestino residente en Gaza, fue acusado falsamente por varias figuras proisraelíes, incluida la cuenta oficial de Twitter del país, de ser un "actor de crisis". La falsa acusación afirmó que Aljafarawi fingió estar herido y hospitalizado en un video, mientras que una publicación en las redes sociales al día siguiente lo mostró en buen estado de salud. Sin embargo, el video incluido en realidad mostraba a un adolescente palestino herido en un ataque a Tulkarem en julio de 2023, quien fue presentado falsamente como Aljafarawi.
En noviembre de 2023, el diplomático israelí Ofir Gendelman distribuyó un fragmento de un cortometraje libanés, afirmando que era una prueba de que los palestinos falsificaban vídeos sobre su sufrimiento y calificándolo de ejemplo de "pallywood". Según The Daily Beast, «Gendelman es un reincidente en la difusión de información errónea sobre los palestinos». La semana anterior, Gendelman había presentado falsamente vídeos de entrenamiento de las Fuerzas de Defensa de Israel (FDI) como imágenes de guerra, y en 2021, medios internacionales descubrieron que había tergiversado imágenes de 2018 de Siria como imágenes actuales de Gaza.

### Muñecos como niños muertos
Se ha afirmado falsamente que un vídeo que muestra a un niño palestino muerto durante un ataque aéreo israelí del 11 de octubre en Zeitún fue montado con un muñeco. La afirmación fue promovida por cuentas oficiales de redes sociales del gobierno israelí, incluidas las cuentas X de las embajadas de Israel en Francia y Austria, así como cuentas pro-Israel y anti-Hamás.
A principios de diciembre, The Jerusalem Post publicó un artículo en el que se afirmaba falsamente que un bebé palestino de cinco meses muerto en Gaza era "una muñeca ". El Jerusalem Post luego eliminaría el artículo y también cualquier mención al mismo en sus páginas de redes sociales. Aunque no mencionaron el artículo directamente, publicaron un comunicado diciendo que "el artículo en cuestión no cumplía con nuestros estándares editoriales y, por lo tanto, fue eliminado".Días después el periódico digital israelí 972 Magazin, se publicó una investigación de tres años de duración dónde se desvelaba que el Ministerio de Asuntos Estratégicos israelí había pagado grandes cantidades a Jerusalem Post para que publicase contenido contra los movimientos en defensa de los Derechos Humanos, y propaganda de desinformación contra movimientos palestinos incluyendo una proyección de un documental producido por el ministerio que pretendía desacreditar el movimiento BDS.

### Violencia sexual
El 25 de marzo de 2024, Al Jazeera eliminó su video de una mujer llamada Jamila al-Hissi que dijo que los soldados israelíes habían "violado mujeres, secuestrado mujeres, ejecutado mujeres y sacado cadáveres de debajo de los escombros para soltar a sus perros contra ellos" durante su asedio del Hospital Al-Shifa. El exdirector de Al Jazeera, Yasser Abu Hilalah, escribió en X: «Las investigaciones de Hamás revelaron que la historia de la violación de mujeres en el Hospital Shifa fue inventada». Abu Hilalah informó que al-Hissi «justificó su exageración y sus declaraciones incorrectas diciendo que el objetivo era despertar el fervor y la hermandad de la nación».

### Informes de víctimas del Ministerio de Salud de Gaza
Las cifras del Ministerio de Salud de Gaza (GHM) son utilizadas por la mayoría de las agencias humanitarias y citadas ampliamente en los medios de comunicación; muchos expertos las consideran fiables y han sido verificadas por varios organismos independientes, pero han sido cuestionadas por agencias israelíes y estadounidenses. Los análisis que cuestionan las cifras del GHM han sido a su vez rechazados por los expertos.
Abraham Wyner, profesor de estadística de la Universidad de Pensilvania, escribió en Tablet que las cifras de bajas del GHM eran «falsas». El artículo de Wyner fue analizado por el profesor Joshua Loftus de la Escuela de Economía de Londres, quien concluyó que el artículo era «uno de los peores abusos de la estadística que he visto jamás». El profesor de Columbia Les Roberts dijo que las cifras de GHM eran precisas y probablemente incluso una subestimación. El argumento principal de Wyner fue que, del 26 de octubre al 10 de noviembre, el número de muertes diarias fue de 270, con una variación sorprendentemente baja. Lior Pachter, estadístico de CalTech, respondió que Wyner había seleccionado un período en particular, fuera del cual la varianza era mayor; e incluso dentro del marco temporal elegido por Wyner, las muertes diarias tenían una desviación estándar de 42,25 y una varianza de 1785. Wyner también dijo que había peculiaridades en los datos, como una fuerte correlación negativa entre los recuentos diarios de muertes de hombres y mujeres. En respuesta, el profesor de la Universidad del Cuerpo de Marines James Joyner citó una opinión según la cual el GHM actualiza el total de muertes inmediatamente, pero hay un retraso en la actualización de la proporción de mujeres y niños, lo que hace que las correlaciones temporales sean «carentes de sentido».
En octubre de 2024, el grupo de investigación Acción sobre la Violencia Armada (AOAV) publicó un informe basado en los últimos datos del GHM que concluía que al menos el 74% de las 40.717 muertes en Gaza identificadas por el Ministerio en ese momento eran civiles, y que era probable que se tratara de una subestimación. Andrew Fox, de la Sociedad Henry Jackson, publicó un informe el 13 de diciembre de 2024 en el que afirma que el Ministerio de Salud de Gaza infló el número de muertes de civiles causadas por ataques israelíes. Según el informe, había errores importantes en los datos: los hombres eran registrados como mujeres, los adultos como niños y las muertes naturales eran contabilizadas como muertes por ataques israelíes, que fueron insertados intencionalmente para inflar el número de muertos civiles. El profesor Michael Spagat de AOAV respondió señalando que dichos errores eran marginales y aleatorios, ya que Fox sólo identificó a dos adultos registrados como niños, tres «muertes naturales» y los casos de sexo mal clasificado afectan al 0,5% de las cifras generales. Es más, estos errores se produjeron en ambas direcciones en aproximadamente la misma cantidad (67 hombres enumerados como mujeres, 49 mujeres enumeradas como hombres y los ajustes de edad se distribuyeron ampliamente entre sexos y categorías de edad). Spagat concluyó que se trataba de errores de cálculo rutinarios y menores que no afectan los datos generales del GHM sobre muertes de civiles.
En enero de 2025, se publicó en la revista médica The Lancet un análisis revisado por pares de las muertes por lesiones traumáticas en la guerra de Gaza entre octubre de 2023 y el 30 de junio de 2024, en el que se estimaron más de 70 000 muertes por lesiones traumáticas hasta octubre de 2024, de las cuales el 59,1 % eran mujeres, niños y ancianos. También señaló que sus hallazgos «subestiman el impacto total de la operación militar en Gaza, ya que no tienen en cuenta las muertes no relacionadas con traumas resultantes de la interrupción del servicio de salud, la inseguridad alimentaria y la falta de agua y saneamiento».

### Campañas de desinformación
Según expertos en seguridad informática entrevistados por el New York Times, Irán, Rusia, China, los representantes de Irán, Al Qaeda y el Estado Islámico han estado llevando a cabo esfuerzos masivos de desinformación en línea centrados en "[socavar] a Israel, mientras denigran al principal aliado de Israel, los Estados Unidos". Los investigadores han documentado al menos 40.000 bots o cuentas falsas en redes sociales, así como el uso estratégico de medios de comunicación controlados por el Estado, como RT, Sputnik y Tasnim. Un análisis de Haaretz descubrió que cientos de cuentas falsas en las redes sociales atacaban a legisladores del Partido Demócrata con mensajes spam que repetían acusaciones del gobierno israelí relacionadas con Agencia de Naciones Unidas para los Refugiados de Palestina en Oriente Próximo y Hamás.
Una campaña de desinformación rusa conocida como Doppelganger ha difundido información falsa sobre la guerra utilizando sitios web falsos que imitan la apariencia de fuentes de noticias como Fox News, Le Parisien y Der Spiegel.
En junio de 2024, se reveló que el Ministerio de Asuntos de la Diáspora de Israel había pagado dos millones de dólares a la firma de consultoría política israelí Stoic para llevar a cabo una campaña en las redes sociales, impulsada por cuentas falsas y a menudo empleando desinformación, dirigida a 128 congresistas estadounidenses, con un enfoque en los miembros demócratas y afroamericanos de la Cámara de Representantes. También se crearon sitios web para ofrecer a los jóvenes progresistas estadounidenses noticias sobre Gaza con un toque pro-Israel. Entre los objetivos de la campaña estaba amplificar los ataques israelíes contra el personal de la UNRWA y abrir una brecha entre palestinos y afroamericanos para evitar la solidaridad entre ambos grupos. La campaña también se dirigió a la gente en Canadá, que estuvo expuesta a contenido islamófobo que difamaba a los musulmanes canadienses e insinuaba que los manifestantes pro palestinos pretendían imponer la Sharia. También se enviaron mensajes a la población de los países árabes del Golfo, argumentando que la preocupación humanitaria por los palestinos era una distracción inútil de los asuntos locales.

### Otros vídeos falsos y tergiversados
Según el New York Times, muchas imágenes y vídeos que circulan en las redes sociales pretendiendo ser de la guerra de Gaza son en realidad de otros conflictos, como la guerra civil siria; e incluso de desastres naturales, como una reciente inundación en Tayikistán. Los relatos pro-Hamás también han tergiversado imágenes de la guerra civil siria, haciéndolas pasar por niños asesinados en Gaza.
Un video de una transmisión de CNN desde cerca de la frontera entre Israel y Gaza con audio agregado para sugerir que la cadena había fingido un ataque se volvió viral en las redes sociales.
Durante las primeras etapas de la guerra, un video descrito como «¡Hamás ejecuta a personas arrojándolas desde el tejado de un edificio!» se compartió ampliamente en las redes sociales. Pero el video no mostraba a Hamás ni a ningún otro grupo con base en Palestina, sino que era un video tergiversado de ISIS en Irak, de 2015. Un informe de julio de 2015 de Al Arabiya incluía imágenes idénticas, originalmente compartidas por ISIS, y mostraba la ejecución de cuatro hombres homosexuales por parte de ISIS en Fallujah, Irak.
En febrero de 2024, la cuenta oficial X de Israel publicó un video de 30 segundos que enumeraba la ayuda humanitaria que afirmaba haber proporcionado a Gaza. Sin embargo, el video incluía imágenes que mostraban tiendas de campaña y equipos que en realidad fueron filmados en marzo de 2022 y mostraban un campamento en Moldavia para refugiados ucranianos. La misma cuenta luego borró el video y afirmó que "la foto era para fines ilustrativos y deberíamos haberlo indicado en el video".
Entre los videos vinculados falsamente con la guerra se incluyen un video de niños en jaulas publicado el 4 de octubre, imágenes de 2020 de legisladores iraníes coreando «Muerte a Estados Unidos», y fotos de la Torre de El Cairo en Egipto que parecía estar iluminada con la bandera palestina difundidas en las redes sociales, que resultó ser una versión modificada de la torre en 2010. Se han presentado imágenes del videojuego Arma 3 como imágenes de guerra.
El 8 de octubre, un video en el que supuestamente Hamás agradecía a Ucrania por suministrarles armas fue compartido por una cuenta X vinculada al Grupo Ruso Wagner. Fue visto más de 300.000 veces y compartido por cuentas de extrema derecha estadounidenses. Al día siguiente, el expresidente ruso Dmitri Medvédev tuiteó: «Bueno, camaradas de la OTAN, realmente lo tienen, ¿no? Las armas entregadas al régimen nazi en Ucrania ahora se están usando activamente contra Israel». El 10 de octubre se publicó otro video que afirmaba falsamente haber sido realizado por la BBC y pretendía citar al sitio web de investigación Bellingcat para confirmar la venta de armas entre Ucrania y Hamás. Tanto la BBC como Bellingcat confirmaron que el vídeo era falso y que la afirmación no era cierta.
Los usuarios de las redes sociales de ambos lados de la guerra compartieron imágenes detrás de escena de un actor tendido en sangre falsa de un cortometraje palestino de 2022, alegando que era evidencia de que el otro lado estaba creando propaganda. Un video de paracaidistas egipcios sobrevolando la Academia Militar Egipcia, que falsamente se afirmó que mostraba a militantes de Hamás infiltrándose en un festival de música israelí, se volvió viral en X en Indonesia.
Un video generado por IA de la modelo Bella Hadid supuestamente disculpándose por sus comentarios pasados y expresando su apoyo a Israel circuló en las redes sociales.

### Otra información falsa
Las afirmaciones virales de que las Fuerzas de Defensa de Israel habían destruido la Iglesia de San Porfirio de Gaza el 9 de octubre fueron desmentidas por la iglesia.  Posteriormente, el 19 de octubre, un ataque aéreo israelí alcanzó las instalaciones de la iglesia, matando a dieciocho personas.
En octubre de 2023, expertos en desinformación descubrieron una cuenta en X que publicaba informes falsos sobre que Catar amenazaba con cortar sus exportaciones de gas si Israel continuaba bombardeando la Franja de Gaza.

### Afirmaciones de funcionarios y del ejército israelíes

#### Diplomacia pública de Israel
La diplomacia pública de Israel, conocida como hasbará, son los esfuerzos del país para comunicarse directamente con ciudadanos de otras naciones para informar e influir en sus percepciones, con el objetivo de obtener apoyo o tolerancia para los objetivos estratégicos del gobierno israelí. La hasbará fue introducida formalmente al vocabulario sionista por Nahum Sokolow. Hasbará (hebreo: הַסְבָּרָהo) no tiene una traducción directa al español, pero significa aproximadamente «explicar». Se trata de una estrategia comunicativa que «busca explicar las acciones, estén o no justificadas». Dado que se centra en proporcionar explicaciones sobre las propias acciones, la hasbará ha sido denominada un «enfoque reactivo e impulsado por los eventos». En 2003, Ron Schleifer calificó la hasbara como «un sinónimo positivo de "propaganda"».
Durante la guerra de Gaza, el gobierno israelí y las empresas cibernéticas israelíes han desplegado herramientas de inteligencia artificial (IA) y granjas de bots para difundir desinformación y propaganda gráfica, emotiva y falsa. En The Intercept, el periodista de investigación Jeremy Scahill escribió: «En el centro de la campaña de guerra informativa de Israel se encuentra una misión táctica para deshumanizar a los palestinos e inundar el discurso público con un torrente de acusaciones falsas, infundadas e inverificables». Añadió que «la campaña de hasbará de Israel recuerda al carnaval de mentiras de la administración Bush, que duró meses, difundida y promovida por los principales medios de comunicación, sobre supuestas armas de destrucción masiva en Irak». Escribiendo para openDemocracy, el académico británico Paul Rogers declaró: «Israel debe mantener la apariencia de una guerra ordenada con pocos civiles muertos. El gobierno de Netanyahu miente, pero sería ingenuo esperar lo contrario. Mentir es algo que muchos estados poderosos hacen habitualmente, sobre todo en tiempos de guerra».
En junio de 2024, se reveló que el Ministerio de Asuntos de la Diáspora de Israel había pagado dos millones de dólares a la consultora política israelí Stoic para llevar a cabo una campaña en las redes sociales, impulsada por cuentas falsas y a menudo empleando desinformación, dirigida a congresistas estadounidenses, con un enfoque en los miembros demócratas y afroamericanos de la Cámara de Representantes. También se crearon sitios web para proporcionar a los jóvenes estadounidenses progresistas noticias sobre Gaza con un toque pro-Israel.

#### Informaciones falsas y desinformación
En múltiples ocasiones, los análisis han encontrado problemas en las afirmaciones de las Fuerzas de Defensa de Israel (FDI). En octubre de 2023, un análisis del Financial Times sobre un bombardeo a palestinos que evacuaban la ciudad de Gaza concluyó que «la mayoría de las explicaciones aparte de un ataque israelí» podían descartarse, aunque las Fuerzas de Defensa de Israel culparon del ataque a militantes palestinos.
En octubre de 2023, poco después de la masacre del Hospital Bautista Al-Ahli, fuentes israelíes publicaron un audio que supuestamente mostraba a dos militantes de Hamás en una llamada telefónica asumiendo la responsabilidad del acto y atribuyéndolo a un cohete defectuoso. La BBC y CNN dijeron que no podían verificar la grabación. El canal de noticias británico Channel 4 informó sobre un análisis forense del audio del supuesto operativo de Hamás publicado por las Fuerzas de Defensa de Israel, concluyendo que fue manipulado digitalmente. Dos periodistas de lengua árabe dijeron que la grabación no parecía auténtica, porque el «idioma, el acento, el dialecto, la sintaxis y el tono» no eran creíbles. Channel 4 News también informó sobre una evaluación preliminar de audio realizada por una empresa de análisis sónico llamada Earshot, que concluyó que la grabación de audio había sido editada para fusionar dos canales que se grabaron por separado, uno para cada hablante. En noviembre de 2023, un análisis de la BBC descubrió que un video publicado por el ejército israelí tras el asedio al Hospital Al-Shifa había sido editado, a pesar de las afirmaciones de las FDI de lo contrario.
El 4 de diciembre de 2023, Haaretz informó sobre las afirmaciones israelíes sobre bebés decapitados, afirmando que estas "historias no verificadas [habían sido] difundidas por grupos de búsqueda y rescate israelíes, oficiales del ejército e incluso Sara Netanyahu». Los periodistas de Haaretz Nir Hasson y Liza Rozovsky, relataron la cronología de las noticias sobre «bebés decapitados» y «bebés ahorcados» y concluyeron: «Esta historia es falsa». Citaron a Ishay Coen, periodista del sitio web ultraortodoxo Kikar HaShabbat, quien admitió haber cometido un error al aceptar sin cuestionamientos las declaraciones de las Fuerzas de Defensa de Israel. «¿Por qué un oficial del ejército inventaría una historia tan horrorosa?», preguntó Hashabbat, y agregó: «Me equivoqué».
En diciembre de 2023, un análisis de The Washington Post confirmó los informes de Human Rights Watch de que Israel había utilizado bombas de fósforo blanco en un ataque contra el Líbano, contradiciendo directamente a las FDI. En enero de 2024, después de que un ataque aéreo israelí matara al periodista Hamza Dahdouh, las Fuerzas de Defensa de Israel (FDI) calificaron a Dahdouh de «sospechoso» que fue alcanzado mientras conducía con un «terrorista»; sin embargo, The Washington Post no encontró «ninguna indicación de que ninguno de los dos estuviera actuando como algo más que como periodistas ese día».
Después de que se difundieran informes de que una madre y su hija fueron asesinadas por francotiradores israelíes en diciembre de 2023 en una iglesia donde se refugiaban varios cristianos palestinos, el ejército israelí negó haber atacado el complejo. En lugar de eso, afirmaron que había actividad de Hamás en sus alrededores y los soldados israelíes respondieron al fuego. Los funcionarios católicos y la miembro del Parlamento británico Layla Moran, que mantuvo contacto con los refugiados en la iglesia, declararon, por el contrario, que no había beligerantes palestinos en la zona y que las dos mujeres habían sido asesinadas por el ejército israelí, que era el que impedía la salida de los refugiados.
En noviembre de 2023, un video publicado por las FDI mostró a Daniel Hagari, dentro del Hospital Al-Rantisi, donde afirmó que las FDI habían encontrado armas y tecnología de Hamás, así como una «lista de nombres de terroristas» en árabe con el título «Operación Inundación de Al-Aqsa», mostrando los turnos de cada agente custodiando a los rehenes. Sin embargo, una traducción del documento mostró que no contenía nombres sino un calendario de los días de la semana. Después de que se cuestionó la veracidad de la afirmación, un portavoz israelí se retractó, pero CNN, si bien eliminó el párrafo, no proporcionó una nota editorial que informara sobre la modificación o la disputa sobre el video inicial.
En relación con la masacre de la harina de marzo de 2024, una investigación de la CNN indicó que «Mark Regev, asesor especial del primer ministro israelí, declaró inicialmente a la CNN que las fuerzas israelíes no habían estado involucradas». Sin embargo, las Fuerzas de Defensa de Israel (FDI) declararon poco después que «los soldados no habían disparado directamente contra los palestinos que buscaban ayuda, sino que habían realizado 'disparos de advertencia' al aire». Al-Jazeera informó de la evidencia de un gran número de heridas de bala por parte de un equipo de las Naciones Unidas, profesionales médicos y testigos. El New York Times también informó que los relatos de los testigos diferían del relato de los militares israelíes que describieron extensos tiroteos después de que miles de personas se congregaran alrededor de los camiones de ayuda. Las imágenes de drones de las FDI eliminan los eventos que causaron la dispersión de la multitud y las FDI rechazaron una solicitud de CNN para obtener las imágenes completas sin editar. La investigación de la CNN puso en duda otras afirmaciones de las FDI, como el momento de los disparos. Varios días después del ataque, un asesor principal de respuesta a crisis de Amnistía Internacional declaró: «Hay pruebas concretas que contradicen todas las declaraciones de las autoridades israelíes».
Después de bombardear un campamento de desplazados en Rafah, en un área que Israel había designado como "zona segura" para civiles, matando a 45 personas, los funcionarios israelíes dijeron inicialmente a sus homólogos estadounidenses que creían que su ataque aéreo encendió un tanque de combustible cercano, creando un gran incendio. En un video, un narrador gazatí anónimo dijo que la explosión fue causada por un «jeep de Hamás cargado de armas». Más tarde, las FDI sugirieron que un almacén militante que contenía municiones o "algún otro material" en la zona causó el incendio. También difundió una llamada telefónica en árabe en la que dicen claramente que el misil israelí no fue responsable del incendio, que el incendio fue causado por explosiones secundarias y que las explosiones secundarias vinieron de un almacén de municiones. Sin embargo, James Cavanaugh, un especialista que trabajó en la ATF, dijo que el incendio no indicaba «ningún escondite gigante que hubiera explotado». El New York Times revisó numerosos videos y no encontró evidencia de que se hubiera iniciado una explosión secundaria significativa.
El ejército israelí también negó la responsabilidad por el asesinato de Hind Rajab, de 5 años, su familia y los paramédicos de la Sociedad de la Media Luna Roja Palestina enviados para rescatarla, diciendo que sus fuerzas no estaban en el rango de tiro el día de la muerte de la niña. Sin embargo, tanto Al Jazeera como The Washington Post concluyeron, basándose en la investigación de imágenes satelitales, que efectivamente había vehículos blindados israelíes en la zona en ese momento.
En marzo de 2025, Israel mató a 15 paramédicos de la Sociedad de la Media Luna Roja Palestina y los enterró en una fosa común junto con sus ambulancias. Las FDI afirmaron inicialmente que «se identificaron varios vehículos que avanzaban sospechosamente hacia las tropas de las FDI sin luces delanteras ni luces de emergencia; su movimiento no fue coordinado con antelación. Por lo tanto, las tropas de las FDI abrieron fuego contra los vehículos sospechosos». Sin embargo, tras la aparición de pruebas en vídeo que mostraban que las ambulancias estaban claramente señalizadas y usaban luces delanteras y luces de emergencia intermitentes, las FDI calificaron su versión inicial de «errónea».

#### Información no verificada
En otros casos, las afirmaciones de las fuerzas israelíes han sido cuestionadas basándose en una aparente falta de pruebas. En diciembre de 2023, Israel declaró que existía una red de túneles de Hamás conectada al Hospital Al-Shifa ; sin embargo, un informe de The Washington Post concluyó que «no hay evidencia de que se pueda acceder a los túneles desde el interior de las salas del hospital». A lo largo de la guerra, los repetidos ataques israelíes a hospitales se justificaron con las afirmaciones del ejército israelí de que los hospitales eran utilizados por militantes. Sin embargo, Associated Press declaró que después de meses de investigaciones, encontró que Israel había proporcionado «poca o incluso ninguna evidencia» de una presencia militante significativa cerca de los hospitales al-Awda, Indonesio o Kamal Adwan antes de sus redadas.
En enero de 2024, Israel afirmó que doce miembros del personal de UNRWA habían participado en el ataque del 7 de octubre contra Israel; sin embargo, el Financial Times, Sky News, Channel 4 y otros medios de comunicación dijeron que las afirmaciones de Israel no estaban probadas por los documentos de inteligencia que revisaron.
En febrero de 2024, las Fuerzas de Defensa de Israel (FDI) afirmaron que Hamás estaba robando ayuda humanitaria, lo que llevó a David M. Satterfield, un alto enviado estadounidense, a decir que no había pruebas que respaldaran las afirmaciones de Israel.
En julio de 2024, Bild y Jewish Chronicle publicaron historias basadas en lo que afirmaron que eran documentos internos de Hamás, alegando que el líder de Hamás, Yahya Sinwar, se oponía a un alto el fuego en Gaza y utilizaba las negociaciones como guerra psicológica. Más tarde se descubrió que los documentos eran falsos y cuatro israelíes, incluido un colaborador de Netanyahu, fueron arrestados por falsificarlos y distribuirlos. Los documentos falsos también afirmaban que Sinwar planeaba pasar de contrabando a sí mismo y a rehenes israelíes a través del corredor Filadelfia hacia Egipto. En ese momento, Netanyahu se negaba a retirar las fuerzas israelíes de la zona y afirmaba falsamente que Hamás, no Israel, estaba saboteando las negociaciones del alto el fuego.
En septiembre de 2024, las Fuerzas de Defensa de Israel (FDI) declararon que estaban iniciando una investigación sobre la publicación de documentos falsificados de Hamás que se filtraron a la prensa internacional, aparentemente en un intento de influir en la opinión pública israelí contra un acuerdo de alto el fuego.
En diciembre de 2024, el New York Times informó que al menos 24 empleados de UNRWA eran miembros de Hamás o de la Jihad Islámica Palestina, y que la mayoría supuestamente formaban parte del brazo armado de Hamás. El informe se basó en «planes militares secretos de Hamás» que supuestamente identificaban a las escuelas como sitios estratégicos. El Times no mencionó que se hubieran refutado acusaciones anteriores, pero reconoció que no podía verificar los registros, que fueron proporcionados por el ejército israelí, señalando que se parecían a documentos anteriores de Hamás. Cuando Drop Site News preguntó a qué documentos se refería el Times, no respondieron. La portavoz de UNRWA, Tamara Alrifai, criticó la historia y dijo que alimentaba la narrativa de que UNRWA era una fachada de Hamás, a pesar de que tales afirmaciones habían sido desacreditadas repetidamente. Agregó: «UNRWA comparte las listas y nombres de su personal en el territorio palestino ocupado con el gobierno de Israel todos los años, por lo que es asombroso que un país con algunos de los servicios de inteligencia y seguridad militar más altos del mundo no haya ido a una agencia de la ONU con preocupaciones sobre el personal hasta que comenzó la guerra».

## Sobre las Naciones Unidas
En febrero de 2024, Volker Türk, el jefe de derechos humanos de la ONU, declaró que las Naciones Unidas habían sido objeto de ataques de desinformación, diciendo: «La ONU se ha convertido en un pararrayos de propaganda manipuladora y un chivo expiatorio de los fracasos de las políticas».
El director general de las Naciones Unidas (ONU), Antonio Guterres, ha acusado a Israel de difundir información errónea sobre la guerra en Gaza en un intento de reducir la credibilidad de la ONU. 

He escuchado a la misma fuente decir muchas veces que nunca ataqué a Hamás, que nunca lo condené, que soy partidario de Hamás. Pedí a nuestros colegas que elaboraran una estadística. He condenado a Hamás 102 veces, 51 de ellas en discursos formales. Las demás en diferentes plataformas sociales. Así que, al final, la verdad siempre triunfa. Director General de las Naciones Unidas Antonio Guterres.

## En política internacional
Un memorando falso que pretendía mostrar que el presidente Biden autorizaba 8 mil millones de dólares en ayuda a Israel circuló en las redes sociales y fue citado en artículos de los medios de comunicación indios Firstpost y Oneindia.
En septiembre de 2024, los presentadores de CNN Jake Tapper y Dana Bash acusaron falsamente a la representante de la Cámara de Representantes de Estados Unidos, Rashida Tlaib, de afirmar que la fiscal general de Míchigan, Dana Nessel, no podía hacer su trabajo debido a su religión, algo que Tlaib nunca declaró. Bash y Tapper repitieron las afirmaciones hechas por primera vez por Nessel en una publicación en las redes sociales criticando una caricatura racista que sugería que Tlaib era miembro de Hezbolá. Steve Neavling, el periodista del Metro Times que realizó la entrevista original con Tlaib, calificó las acusaciones contra ella de «falsas».

## El papel de las redes sociales
La desinformación sobre la guerra se ha extendido en las plataformas de redes sociales, en particular en X (antes conocida como Twitter). La Unión Europea advirtió a Elon Musk y Mark Zuckerberg que X y Meta albergaban desinformación y contenido ilegal sobre la guerra, con posibles multas de hasta el 6% de los ingresos globales de las empresas según la Ley de Servicios Digitales.
En respuesta a los informes, la directora ejecutiva de X, Linda Yaccarino, le dijo al comisario europeo de Mercado Interior, Thierry Breton, que había «tomado medidas para eliminar o etiquetar decenas de miles de piezas de contenido» y eliminado cientos de cuentas vinculadas a Hamás.
Según NewsGuard, «al menos catorce afirmaciones falsas relacionadas con la guerra obtuvieron 22 millones de visitas en X, TikTok e Instagram en los tres días posteriores al ataque de Hamás».  El 13 de octubre, la UE abrió una investigación sobre X por la difusión de desinformación y contenido terrorista relacionado con la guerra.
El 14 de octubre, el director ejecutivo del Centro para Contrarrestar el Odio Digital, Imran Ahmed, dijo que su grupo estaba rastreando un aumento en los esfuerzos para difundir información falsa sobre la guerra, y agregó que los adversarios estadounidenses, los extremistas, los trol de Internet y los generadores de participación estaban explotando la guerra para su propio beneficio. Graham Brookie, director sénior del laboratorio de investigación forense digital (Digital Forensic Research Lab) del Atlantic Council, dijo que su equipo había presenciado un aumento en la propaganda terrorista, contenido gráfico, afirmaciones falsas o engañosas y discursos de odio, y que gran parte del contenido circulaba en Telegram. Una empresa con sede en Israel que analiza las redes sociales dijo que una de cada cinco cuentas que participaban en conversaciones sobre los ataques de Hamás eran falsas, y agregó que habían encontrado aproximadamente 40.000 cuentas de ese tipo en X y TikTok.
Según David Klepper de AP, las imágenes de la guerra de Gaza han "ilustrado vívida y dolorosamente el potencial de la IA como herramienta de propaganda, utilizada para crear imágenes realistas de la carnicería... las imágenes alteradas digitalmente difundidas en las redes sociales se han utilizado para hacer afirmaciones falsas sobre la responsabilidad de las víctimas o para engañar a la gente sobre atrocidades que nunca ocurrieron".
El New York Times describió el inicio de la guerra de Gaza como el desencadenamiento de un «diluvio de propaganda y desinformación en línea» que fue «más grande que cualquier cosa vista antes». Describió el conflicto como «que rápidamente se está convirtiendo en una guerra mundial en línea» y afirmó que Rusia, China, Irán y sus representantes habían utilizado los medios estatales y campañas de influencia encubiertas en las redes sociales para apoyar a Hamás, socavar a Israel, criticar a los Estados Unidos y causar disturbios. James Rubin, del Centro de Participación Global (Global Engagement Center) del Departamento de Estado de Estados Unidos, calificó la cobertura del conflicto como una "guerra de información no declarada con países autoritarios".

### X (antes Twitter)
El 9 de octubre, X dijo que había más de 50 millones de publicaciones en la plataforma sobre el conflicto. Elon Musk recomendó dos cuentas que anteriormente promovieron una afirmación falsa sobre una explosión cerca delPentágono para obtener actualizaciones sobre la guerra.
El 10 de octubre, los investigadores descubrieron que una red de 67 cuentas X estaba coordinando una campaña para difundir información falsa sobre la guerra. Las cuentas han estado publicando contenido casi idéntico, compartiendo información falsa con narrativas tanto pro palestinas como pro israelíes.
Según Wired, el sistema de verificación de datos de la comunidad X, Community Notes, ha contribuido en algunos casos a la propagación de desinformación en lugar de corregirla. Wired citó un incidente en el que un video subido por Donald Trump Jr. de Hamás disparando a israelíes fue etiquetado incorrectamente como un video falso de hace varios años como un ejemplo de la falta de confiabilidad de Community Notes.  Cuentas falsas que se hacían pasar por periodistas de la BBC y de The Jerusalem Post promovían información falsa sobre la guerra antes de que X las suspendiera.
El 12 de octubre, el Proyecto de Transparencia Tecnológica (Tech Transparency Project) informó que Hamás estaba utilizando cuentas prémium en X para impulsar propaganda. X dijo que había prohibido a Hamás y eliminado cientos de cuentas afiliadas a él.
El 13 de octubre, en el programa de radio The World, Rebecca Rosman informó que la desinformación en X estaba siendo monetizada por usuarios verificados y pagados con preferencia de recomendación de "contenido nuevo", lo que resultó en millones de visitas.
Según un informe de NewsGuard del 19 de octubre, los usuarios verificados en X estaban detrás del 74% de las 250 publicaciones más interactuadas entre el 7 y el 14 de octubre que promovían información falsa o sin fundamento sobre la guerra. NewsGuard también descubrió que solo 79 de las 250 publicaciones fueron marcadas por Notas de la comunidad (Community Notes).
El 28 de octubre, el comentarista Jackson Hinkle publicó en X que Haaretz había informado que el gobierno israelí infló el número de muertos por la Operación Inundación de Al-Aqsa. Haaretz afirmó que la publicación de Hinkle "contenía mentiras flagrantes" y no estaba respaldada por su información sobre el ataque. Hinkle también afirmó que la imagen de un bebé judío quemado vivo por Hamás el 7 de octubre "fue creada por inteligencia artificial". Posteriormente fue expulsado de YouTube.
El youtuber sirio Maram Susli afirmó que las imágenes mostraban helicópteros militares israelíes disparando contra israelíes que escapaban de la masacre en el festival de música de Reim de 2023, organizada por Hamás. Sin embargo, las imágenes resultaron ser de ataques israelíes a posiciones de Hamás en Gaza tres días después. También publicó una fotografía de una mujer que llevaba un coche de juguete de niño por las escaleras de un edificio prácticamente destruido, sugiriendo que se trataba de Gaza después de los ataques israelíes. La imagen era en realidad una fotografía premiada tomada en Homs durante la guerra civil siria.
Una investigación de ProPublica y el Centro Tow para el Periodismo Digital de la Universidad de Columbia descubrió que las cuentas verificadas que promovían información errónea sobre el conflicto vieron crecer significativamente su audiencia durante el primer mes del conflicto, y que Community Notes no había logrado escalar lo suficiente, ya que el 80% de los tuits desacreditados revisados no fueron aclarados con una nota.

### TikTok
El 12 de octubre, la Unión Europea advirtió a TikTok sobre contenido ilegal y desinformación en su plataforma. El 15 de octubre, TikTok anunció que había tomado medidas para eliminar "contenido y cuentas violatorios". También dijo que había establecido un centro de comando para el conflicto, actualizado sus sistemas de detección automatizada para detectar contenido violento y agregado moderadores que hablan árabe y hebreo. Un video de TikTok que promovía teorías conspirativas de que el ataque de Hamás había sido orquestado por los medios fue visto más de 300.000 veces.
A mediados de noviembre de 2023, el representante republicano estadounidense Mike Gallagher había afirmado que TikTok estaba "lavando el cerebro intencionalmente" a los jóvenes estadounidenses para que apoyaran a Hamás, citando el aumento del contenido pro palestino tras el estallido de hostilidades entre Israel y Hamás. En respuesta a las críticas, TikTok emitió un comunicado de prensa el 20 de noviembre afirmando que los estadounidenses más jóvenes, particularmente los mileniales y la Generación Z, tendían a ser más simpatizantes de los palestinos que de Israel, citando datos de encuestas de Gallup que datan de 2010. TikTok también afirmó que su algoritmo no tomaba partido, sino que operaba en un ciclo de retroalimentación positiva basado en la participación del usuario. La compañía también negó haber favorecido "un lado de un tema sobre otro" o haber promovido intencionalmente hashtags pro palestinos como "#freepalestine", que había atraído 25.500 millones de visitas hasta el 14 de noviembre. En comparación, "#standwithisrael" había atraído 440,4 millones de visitas. El comunicado de prensa de TikTok también afirmó que había eliminado 925.000 videos relacionados con el conflicto por violar los estándares de la comunidad, incluida la promoción de Hamás, había contratado moderadores que hablaban árabe y hebreo con fluidez para analizar el contenido y había comenzado a eliminar cuentas falsas creadas en respuesta al conflicto entre Israel y Hamás.
Según un informe de TheMarker, propaganda neonazi, contenido antisemita y llamados a la destrucción de Israel circularon en TikTok durante toda la guerra.

### Telegram
Las Brigadas de Ezzeldin Al-Qassam, el ala militar de Hamás, tenían alrededor de 200.000 seguidores en Telegram en el momento del ataque de Hamás. Según el Laboratorio de Investigación Forense Digital, su número de seguidores se ha triplicado desde entonces y sus publicaciones han sido vistas más de 300.000 veces. El Laboratorio de Investigación Forense Digital (Digital Forensic Research Lab) descubrió que Hamás utiliza Telegram para enviar declaraciones a sus partidarios. 
Según el analista político e investigador Arieh Kovler, muchos israelíes siguen canales de Telegram que parecen oficiales pero que comparten vídeos fuera de contexto y rumores no verificados.
En un comunicado, Telegram afirmó que estaba "evaluando las mejores estrategias y... solicitando la opinión de una amplia gama de terceros" y que deseaba "tener cuidado de no agravar la ya grave situación con acciones precipitadas".

## Impacto
En octubre de 2023, Bohemia Interactive, desarrolladora del videojuego Arma 3, declaró: «Con los trágicos acontecimientos que se están produciendo en Oriente Medio, consideramos fundamental compartir una vez más nuestra declaración sobre el uso de Arma 3 como fuente de imágenes de noticias falsas. Nos desanima ver que el juego que tanto amamos se esté utilizando de esta manera. Si bien hemos encontrado maneras de abordar este problema con relativa eficacia mediante la estrecha colaboración con las principales agencias de verificación de datos, lamentablemente no podemos mitigarlo por completo».
En noviembre de 2023, el director ejecutivo del Centro para la lucha contra el odio digital (Center for Countering Digital Hate), Imran Ahmed, dijo que la desinformación sobre la guerra era tan difícil de rastrear como desinformación sobre la pandemia de COVID-19 y la desinformación sobre las elecciones presidenciales de Estados Unidos de 2020.
En enero de 2024, el director ejecutivo de McDonald's, Chris Kempczinski, declaró: «Varios mercados de Oriente Medio y algunos fuera de la región están experimentando un impacto comercial significativo debido a la guerra y la desinformación asociada que afecta a marcas como McDonald's». Los boicots comenzaron después de que McDonald's Israel anunciara que había donado comidas gratuitas a los soldados de las Fuerzas de Defensa de Israel que participaron en la guerra.
En febrero de 2024, el fundador de Bellingcat, Eliot Higgins, declaró: «Creo que la intensidad del discurso en línea sobre Israel y Palestina es mucho peor que la que he visto en cualquier otro conflicto. En muchos casos, la gente no busca establecer la verdad, sino que busca elementos para atacarse mutuamente en línea. En realidad, se trata simplemente de que la gente discuta sus posturas, sus opiniones, y no de establecer la verdad exacta sobre lo que está sucediendo».
Al hablar sobre la decisión de Israel de no permitir la entrada de periodistas extranjeros a Gaza, el secretario general de la ONU, Antonio Guterres, declaró: «Negar la entrada a Gaza a periodistas internacionales es permitir que la desinformación y las narrativas falsas prosperen». El director de tecnología del Instituto para el Diálogo Estratégico afirmó: «La corrosión del panorama informativo está socavando la capacidad del público para distinguir la verdad de la falsedad a una escala terrible».